# Miroslav Evačić
Miroslav Evačić (Koprivnica, 30. ožujka 1973.), hrvatski je skladatelj, multiinstrumentalist i glazbeni producent.

## Životopis
Miroslav Evačić rođen je u Koprivnici. U ranom djetinjstvu najviše vremena provodi sa svojim djedom koji je svirao harmoniku i na njega prenio ljubav prema glazbi. U Koprivnici se školuje, a u srednjoškolskim danima intenzivno se počinje baviti glazbom. U to vrijeme strastveni je sakupljač gramofonskih ploča. Inspiriran velikanima bluesa i rock'n'rolla on odabire gitaru za svoj instrument i samouko započinje svoj glazbeni put. Također se uključuje i u Kulturno-umjetničko društvo „Koprivnica“ gdje svira tamburu bugariju. Tamo produbljuje svoj interes za hrvatsku narodnu glazbu. S vremenom razvija glazbene ideje u kojima spaja blues, rock i tradicionalnu glazbu te ubrzo formira etno-rock sastav Ščukin Berek. Grupa izvodi autorske skladbe Miroslava Evačića i obrade narodnih pjesama u njegovim aranžmanima u kojima kombinira tradicionalne instrumente sa standardnom rock postavom. Nastupaju po rock i etno rock festivalima (Rock Otočec, ETNOFEST Neum). S grupom Ščukin Berek snimio je nekoliko singlova u vlastitoj produkciji. Pjesma "Čula jesam" objavljena je na kompilacijskom CD-u KC ROCK '98.
Od 2001. godine okreće se samostalnom glazbenom radu u vlastitom kućnom studiju. 2003. objavljuje svoj prvi autorski album „Čardaš Blues“ u izdanju koprivničkog Šarenog Dućana. Album je nezamijećen od domaće kritike, ali ga prepoznaje Ian Anderson, glavni urednik vodećeg svjetskog world music magazina fRoots koji s njime osobno radi i intervju,  te se Evačićeva glazba ubrzo nalazi na njihovom kompilacijskom CD-u te u programu BBC radija i još nekoliko europskih radio postaja. Nakon toga i u Hrvatskoj se javlja veliki interes za njegovo stvaralaštvo koje on uspješno nastavlja nizom upečatljivih albuma popraćenih brojnim priznanjima i nagradama. 
Na njegovim su albumima gostovali razni hrvatski i inozemni glazbenici: Brian Ritchie (Violent Femmes), Dalibor Grubačević, Livio Morosin, John Kruth, Ivo Kovač Kaj.
Evačić također gostuje na albumima drugih autora: Dunje Knebl, Tamare Obrovac, Georga Kusztricha, Livia Morosina, Gordane Evačić, Milivoja Štefanca, Tomislava Golubana, Dalibora Grubačevića, TriBeCaStan, Johna Krutha.
Samostalno ili u suradnji s domaćim glazbenim imenima sudjeluje na brojnim glazbenim festivalima, primjerice ETNOFEST Neum, Dora, MEF, Festival Krijesnica.
Miroslav Evačić član je Hrvatske zajednice samostalnih umjetnika i Hrvatske glazbene unije.

## Diskografija
- 2003. – Čardaš Blues, Šareni Dućan, Blind Dog Records 14
- 2004. – Esencijalno, VG Records, KB 120320043
- 2005. – Čardaš Blues, Scardona, CD 064
- 2006. – Blues reke Drave, Scardona, CD 089
- 2007. – Fulmination, Croatia Records, CD 5751410
- 2011. – Portret, Croatia Records, CD 5913429
- 2012. – N.E.W.S. Blues, Croatia Records, CD 6018673
- 2014. – Memphis – Koprivnica – Puttaparthi, RockLive, CD 001
- 2017. – Grafiti iz kazališta - Miroslav i Gordana Evačić, RockLive, CD 002
- 2018. – Podravski Blues - Miroslav i Gordana Evačić, RockLive, CD 003

## Nagrade
- 2007. – diskografska nagrada Porin u kategoriji za najbolji album etno glazbe (za album Blues reke Drave)[16]
- 2008. – posebna nagrada za njegovanje etno izričaja MEF '08. (za pjesmu Voli ona)[13]
- 2013. – diskografska nagrada Porin u kategoriji za najbolji album etno glazbe (za album N.E.W.S. Blues)[17]

## Vanjske poveznice
- Miroslav i Gordana Evačić – službene stranice
- HDS ZAMP: Miroslav Evačić (popis djela)
- YouTube: Miroslav Evačić (službeni kanal)